# Fürbug
Der Fürbug (engl.) Horse Peytral, (span.) Pechera O Petral, Pectoral, Poitral, Poitrinal, ist ein Rüstungsteil eines Rossharnisches, das die Brust des Pferdes schützt.

## Beschreibung
Der Fürbug besteht in der Regel aus Stahl. Er ist der vorderste Teil einer Rüstung für Pferde und ist so gearbeitet, dass er den gesamten Brustbereich des Pferdes vor Schlägen und Stichen schützt. Er wird mit Lederriemen oder Ansteckkloben an der restlichen Pferderüstung befestigt. An den meisten Fürbügen sieht man rechts und links starke Ausbuchtungen, die dazu dienen, die Bewegungsfreiheit des Pferdes nicht einzuschränken. Diese Ausbuchtungen befinden sich etwa in der Höhe des Schultergelenks des Pferdes und bieten genügend Platz für die natürliche Bewegung. Bei der Herstellung des Fürbug wurde genauso viel Wert auf die handwerkliche Ausführung und Materialqualität gelegt, wie beim Harnisch selbst. Es gibt Versionen, die ganz einfach gearbeitet sind, aber auch prunkvolle Ausführungen, die mit Vergoldungen, Gravuren,  Einlegearbeiten und auch figürlichen Darstellungen verziert sind. Den Fürbug gibt es nur an Rossharnischen, die als Plattenpanzer gebaut sind. Diese Rüstungsteile waren schon bei den Römern in Gebrauch. Ein gut erhaltenes Exemplar befindet sich im Rheinischen Landesmuseum in Bonn (siehe Weblink Nr. 2).